# Karniella bullata
Karniella bullata är en insektsart som beskrevs av Rehn, J.A.G. 1914. Karniella bullata ingår i släktet Karniella och familjen vårtbitare. Inga underarter finns listade i Catalogue of Life.